# Спортиво (футбольный клуб, Док-Суд)
Клуб «Спортиво» Док-Суд (исп. Club Sportivo Dock Sud) — аргентинский футбольный клуб из города Док-Суд, муниципалитет Авельянеда, провинция Буэнос-Айрес.

## История
Клуб «Спортиво» был основан 1 сентября 1916 года. Его основали игроки клуба «Сан-Мартин Хуниорс» (исп. San Martín Juniors), который выступал в региональных соревнованиях. Первоначально они в 1913 году создали команду под названием Клуб «Атлетико» Док-Суд. А через три года реорганизовали спортивное общество, переименовав его в «Спортиво».
С 1917 года клуб стал играть во втором дивизионе чемпионата, добившись в 1921 году выхода в высший дивизион. «Спортиво» оставался любительским, вплоть до 1933 года, участвуя в соревнованиях клубов-любителей, несмотря на то, что в 1931 году в футболе Аргентине был разрешен профессиональный статус команд. С 1937 по 1969 год клуб играл в Примера дивизион B. Затем вылетал в Примеру C, возвращался, а потом выпадал в Примеру D. В сезоне 1991/1992 клуб дошёл до Примера B Метрополитана, но затем играл в низших лигах. В 2021 клуб вновь вышел в Примера B Метрополитана.